# Rue Élie-Faure
La rue Élie-Faure est une voie située dans le 12e arrondissement de Paris, en France.

## Situation et accès
La rue, située au-delà du boulevard périphérique de Paris, est limitrophe de la commune de Saint-Mandé.
Elle consiste surtout en un ensemble de HLM gérés par la RIVP.
Les bâtiments du côté impair relèvent de la commune de Saint-Mandé.

## Origine du nom

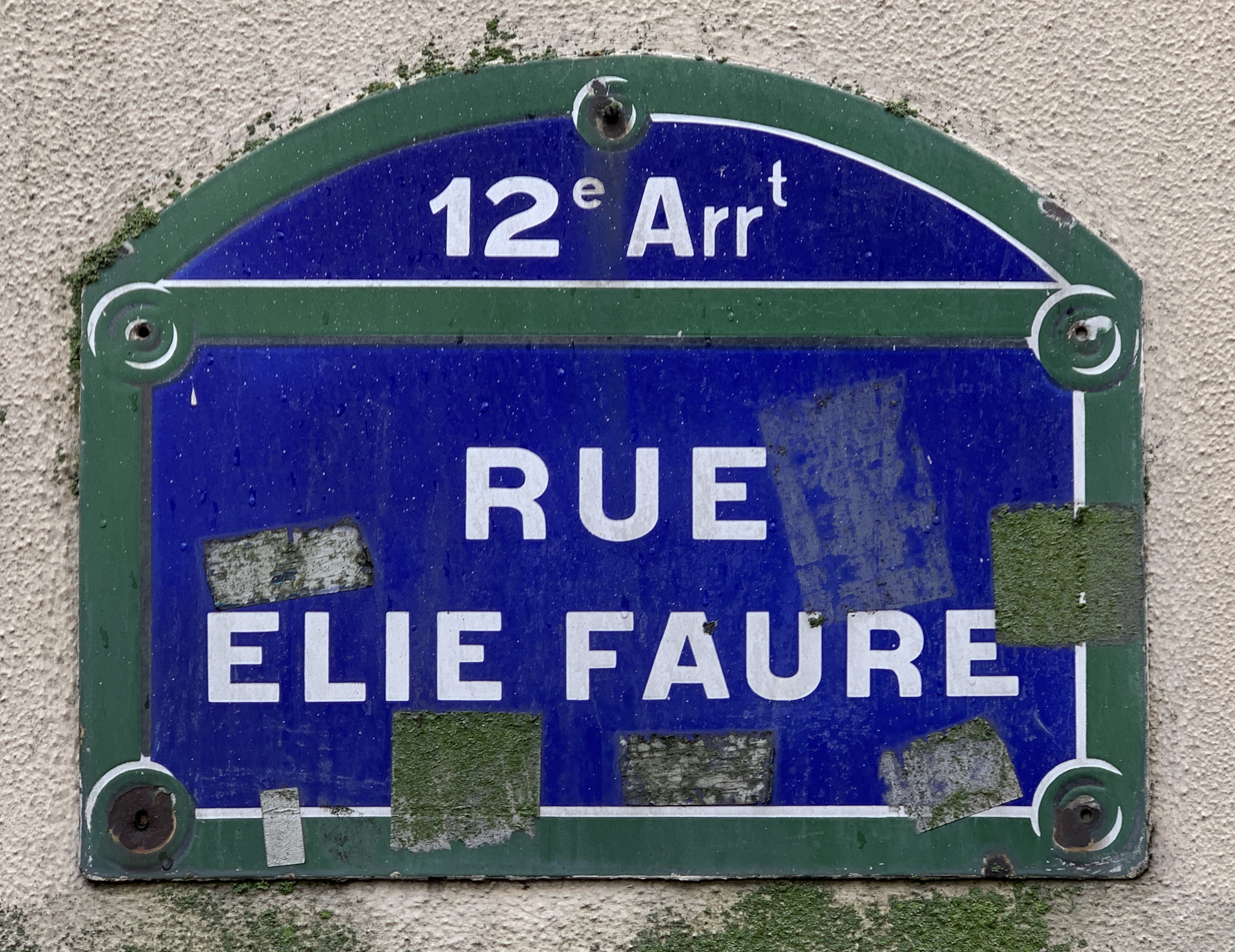
Plaque de la rue.

Elle porte le nom de l'essayiste et historien d'art français Élie Faure (1873-1937).

## Historique
La voie est située au niveau de l'ancienne rue Boulard, zone non ædificandi de l'enceinte de Thiers. Relevant de la commune de Saint-Mandé, elle est rattachée à Paris en 1929. En 1939, elle est renommée rue du Colonel-Dominé, en hommage à Marc-Edmond Dominé (à ne pas confondre avec l'actuelle rue du Colonel-Dominé, dans le 13e arrondissement). Elle est supprimée en 1959.
La rue est recréée en 1961, sous le nom provisoire de « voie L/12 » et prend sa dénomination actuelle par arrêté du 8 mai 1961.
Une partie de la voie délimitait la ZAC Porte-de-Vincennes.